# Moscas-das-frutas no espaço

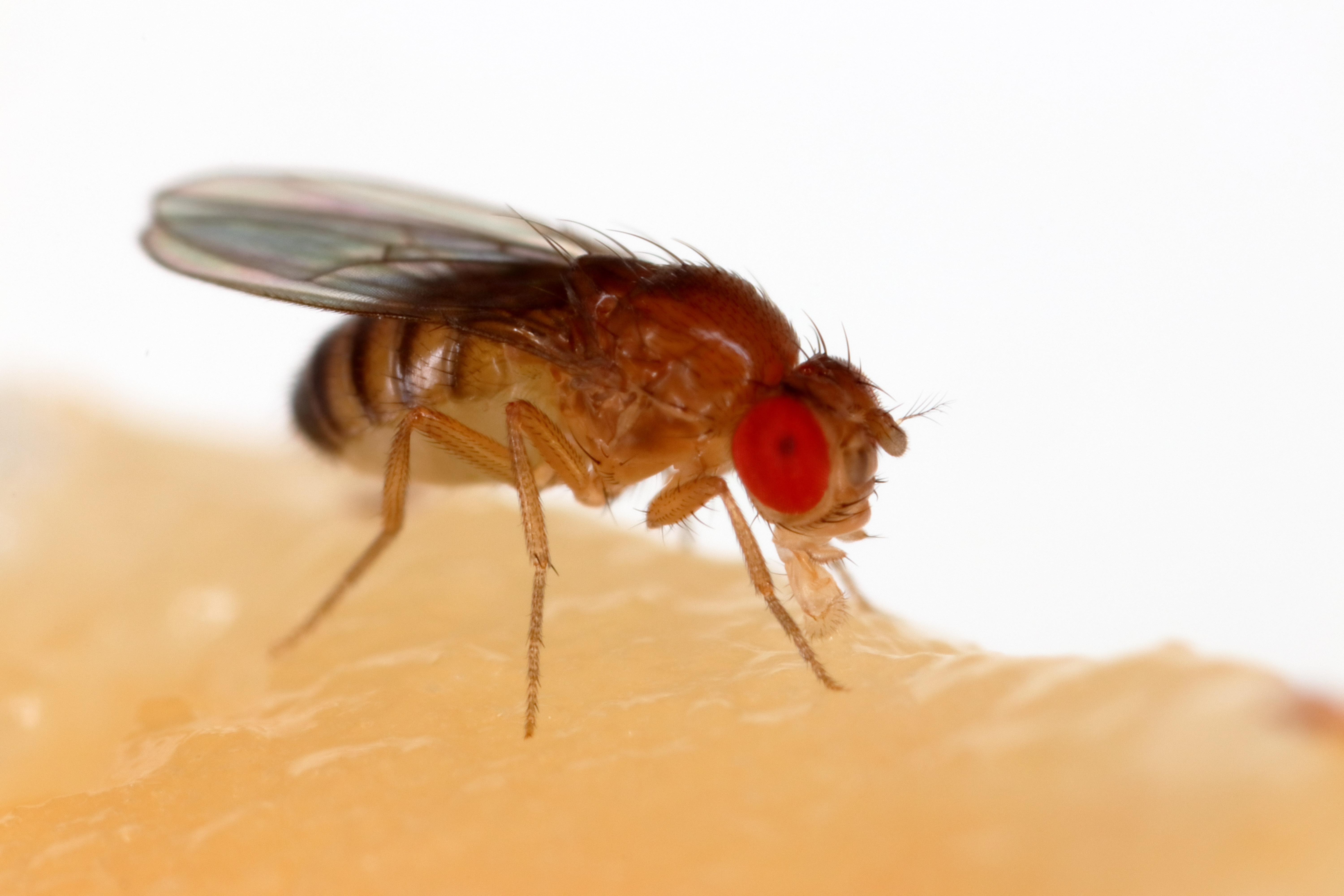
Drosophila melanogaster, a mosca-das-frutas comum, foi usada para estudar os efeitos dos voos espaciais em organismos vivos.

Em 9 de julho de 1946, durante um voo suborbital com um foguete V-2, moscas-das-frutas tornaram-se os primeiros organismos vivos a irem ao espaço. Posteriormente, em 20 de fevereiro de 1947, elas retornaram em segurança de outro voo suborbital, abrindo caminho para a futura exploração espacial humana. Muito antes de mamíferos serem enviados ao espaço — como no caso dos cães espaciais soviéticos ou mesmo dos próprios seres humanos —, os cientistas estudaram os efeitos do voo espacial e da radiação na Drosophila melanogaster (a mosca-das-frutas comum). O objetivo era compreender os possíveis impactos do espaço e do ambiente de gravidade zero sobre o corpo humano.
Desde a década de 1900, pesquisadores realizavam experimentos com moscas-das-frutas porque esses insetos compartilham muitos genes com os seres humanos, o que os torna modelos valiosos para estudo genético. Durante o auge da Guerra Fria e da Corrida Espacial, as moscas passaram a ser enviadas com frequência em missões ao espaço. Isso permitiu que os cientistas investigassem o comportamento de seres vivos em ambientes espaciais, inclusive a possibilidade de reprodução fora da Terra. Tanto os Estados Unidos quanto a União Soviética utilizaram as moscas-das-frutas em suas pesquisas espaciais. Esses insetos foram fundamentais para entender os efeitos da ausência de peso sobre o sistema cardiovascular, o sistema imunológico e os genes dos astronautas.

## Contexto
Mesmo após o fim da Corrida Espacial, os avanços na área da exploração espacial continuaram. Pesquisadores seguem estudando a capacidade da vida de sobreviver ao ambiente hostil do espaço, incentivando o desenvolvimento comercial, promovendo o avanço do conhecimento científico e preparando as futuras gerações para a exploração espacial. Ao longo da história, os animais enviados ao espaço desempenharam um papel fundamental na verificação das condições necessárias adequadas para a exploração humana. Animais de maior porte, como cães, macacos, gatos, camundongos, tartarugas, entre outros, foram essenciais em muitas dessas missões — assim como os insetos.
A mosca-das-frutas tem sido amplamente utilizada em voos espaciais, principalmente por apresentar semelhanças genéticas com os seres humanos. Sua rápida maturação e curto período de gestação facilitam a continuidade dos experimentos. Além disso, uma única mosca-das-frutas fêmea pode botar cerca de cem ovos por dia, e cada ovo precisa de menos de dez dias para atingir a maturidade completa. Como aproximadamente três quartos do seu genoma são comparáveis ao de outros organismos, elas costumam acompanhar os humanos em viagens espaciais porque toda a sua composição genética, incluindo os cromossomos sexuais, já foi totalmente sequenciado por cientistas.

## Histórico

### Antes de 1930
Os cientistas começaram a utilizar moscas-das-frutas em pesquisas já em 1907. O primeiro estudo com esses insetos foi realizado por Thomas Hunt Morgan. Ele expôs as moscas à radiação e percebeu que elas eram um milagre médico, no sentido de que forneciam resultados de testes que muitas vezes se repetiam em diversas outras espécies de animais. Ele estudou quinze tipos diferentes de moscas-das-frutas, incluindo a mais conhecida delas, a Drosophila melanogaster. Morgan criou a chamada "sala das moscas" na Universidade de Columbia, dedicada exclusivamente às pesquisas com esses insetos.

### Década de 1930
Na década de 1930, Theodosius Dobzhansky utilizou dados das pesquisas de Charles Darwin. Em vez de se concentrar na ideia de "sobrevivência do mais apto", ele focou nos reservatórios genéticos. Apesar do tamanho diminuto das moscas-das-frutas, elas possuíam os maiores cromossomos observados pelos cientistas até então, o que tornou sua pesquisa inovadora. Em 1933, Morgan recebeu o Prêmio Nobel de Medicina por suas pesquisas com moscas. Em 1935, Albert William Stevens e Orvil Arson Anderson alcançaram 72 395 pés (22 100 metros) de altitude em uma aeronave com balão especial, levando moscas-das-frutas com eles durante o voo.

### 1946 e 1947 — primeiros voos espaciais com seres terrestres
Em 9 de julho de 1946, as primeiras moscas-das-frutas chegaram ao espaço, mas não foram recuperadas. Em 20 de fevereiro de 1947, os Estados Unidos enviaram um foguete V-2 contendo moscas ao espaço para estudar os efeitos da radiação sobre organismos vivos e verificar se a radiação espacial seria um problema para futuros astronautas. O voo foi lançado a partir do Campo de Teste de Mísseis de White Sands, no Novo México, e teve duração total de três minutos. Todas as moscas retornaram à Terra sem danos causados pela radiação. Esses experimentos abriram caminho para o envio de macacos ao espaço em 1949, cães em 1951 e, eventualmente, humanos em 1961.

### Década de 1950
Em fevereiro de 1953, os Estados Unidos lançaram vários balões não tripulados contendo moscas-das-frutas em diversos experimentos. A maioria das moscas morreu ou nunca foi recuperada, mas doze delas sobreviveram a um voo em 26 de fevereiro de 1953. Em fevereiro de 1956, um balão não tripulado transportando camundongos, porquinhos-da-índia, uma amostra de fungo e algumas moscas-das-frutas alcançou uma altitude de 115 000 pés (35 100 metros). A missão foi bem-sucedida: todos os animais foram recuperados vivos. Em julho de 1958, a Marinha americana lançou Malcolm David Ross, Morton Lee Lewis e moscas-das-frutas em um balão tripulado de alta altitude, que chegou a 82 000 pés (25 000 metros). Esse foi o primeiro voo a atingir a estratosfera, onde a cabine do balão simulava as condições pressurizadas de nível do mar.

### Década de 1960
Em 1961, os primeiros humanos foram enviados ao espaço. Em 1968, cientistas descobriram que larvas de moscas-das-frutas expostas tanto à radiação quanto ao voo espacial apresentaram maior taxa de morte prematura em comparação com moscas expostas apenas à radiação ou apenas ao espaço. O mesmo estudo mostrou que essas moscas também apresentaram envelhecimento acelerado e mutações genéticas. Outro estudo, também de 1968, com o mesmo princípio — expor moscas à radiação antes do voo espacial —, mostrou que as moscas expostas a ambos tiveram danos significativos nos espermatozoides, ao contrário das que foram expostas apenas a um dos fatores.

### Década de 1970
Uma publicação de 1978 apresentou várias descobertas essenciais para os cientistas que estudavam moscas enviadas ao espaço. Primeiro, as moscas que nasceram e passaram seus primeiros dias no espaço tiveram uma vida útil mais curta do que as moscas criadas na Terra. Segundo, o processo de desenvolvimento das moscas nascidas no espaço e das moscas enviadas ao espaço ainda vivas foi considerado regular. Terceiro, as asas das moscas enviadas ao espaço estavam fisicamente danificadas (provavelmente devido à natureza da decolagem e pouso do ônibus espacial, e não ao ambiente de microgravidade) ou geneticamente comprometidas, já que as moscas nascidas no espaço produziram menos glicogênio nas asas, o que prejudicou sua capacidade de voo.

### Década de 1980
Em 1981, cientistas soviéticos concluíram que moscas expostas à radiação antes de serem enviadas à órbita tinham muito mais chances de gerar descendentes com mutações genéticas do que as moscas que foram apenas expostas à radiação ou apenas enviadas ao espaço.

### Década de 1990
Em 1997, pesquisadores enviaram moscas-das-frutas ao espaço por oito dias e, ao retornarem, as acasalaram com moscas que permaneceram na Terra. O resultado foi a produção de moscas-das-frutas macho com três vezes mais chances de carregar mutações letais no cromossomo Y. Os pesquisadores sugeriram que essas mutações foram causadas pela radiação presente no espaço.

### Década de 2000
Um estudo de 2006 descobriu que moscas-das-frutas nascidas no espaço eram mais vulneráveis e suscetíveis a doenças, além de apresentarem um sistema imunológico muito mais fraco em comparação com moscas nascidas na Terra. Esse estudo confirmou aos cientistas que qualquer plano de colonização da Lua ou de Marte precisaria incluir medidas para reforçar o sistema imunológico dos astronautas, contra infecções como a sepse.

### Década de 2010
Em 2012, o Dr. Richard Hill utilizou um ímã poderoso que simulava a experiência de gravidade zero para estudar os efeitos em moscas-das-frutas. Ele observou que a velocidade das moscas aumentou e que, em vez de flutuar, elas se movimentavam de forma semelhante à caminhada. Os efeitos da ausência de peso observados por Hill em moscas-das-frutas oferecem aos pesquisadores informações valiosas sobre como a gravidade zero pode afetar os seres humanos, já que humanos e moscas compartilham genes muito semelhantes. Em 2015, cientistas do Sanford Burnham Prebys Medical Discovery Institute descobriram que moscas-das-frutas enviadas ao espaço apresentaram alterações nos genes responsáveis pelo funcionamento do coração e outras estruturas cardiovasculares. Em 2017, os mesmos cientistas enviaram 30 moscas vivas junto com 2 000 ovos de moscas-das-frutas para aprofundar as pesquisas sobre os efeitos da microgravidade no coração e no sistema cardiovascular. Eles constataram que os corações das moscas que viveram no espaço por várias semanas eram anatomicamente diferentes dos corações das moscas mantidas na Terra. A partir desse estudo, os cientistas concluíram que os planos de colonização da Lua ou de Marte também precisariam incluir estratégias específicas para proteger o coração dos astronautas.

### Década de 2020 e em andamento
Com os avanços tecnológicos atuais, já é possível simular condições espaciais na Terra. Isso permite que as pesquisas sobre os possíveis efeitos das viagens espaciais nos organismos e em seus sistemas corporais continuem, sem os altos custos das expedições reais ao espaço. Enquanto a tecnologia avança, a mosca-das-frutas continua sendo usada em pesquisas preliminares sobre viagens espaciais e organismos vivos. Com base em estudos anteriores que apontaram os perigos das viagens espaciais para o fluxo sanguíneo e a saúde do coração, novas pesquisas estão em andamento. Com o tempo, os especialistas esperam encontrar formas de combater esses efeitos negativos e promover viagens espaciais mais seguras.